# غزاة من الفضاء
غزاة من الفضاء (جونكر) (باليابانية: アストロガンガー) (بالإنجليزية: Astroganga)‏ هو مسلسل رسوم متحركة ياباني من إنتاج استوديو كناك برودكشن، وبث العرض الأصلي في اليابان من 4 أكتوبر 1972 وحتى 28 مارس 1973 بإجمالي حلقات عددها 26 حلقة .

## القصة
امرأة من الفضاء الخارجي تدعى مايا ينتهي حطام مركبتها بها في كوكب الأرض وذلك هرباً من الغزاة الفضائيين (المدمرون) الأشرار والذين دمروا كوكبها
كنتاروس من بين عدة كواكب للإستيلاء على الثروات الطبيعية للكواكب التي يغزونها والتي من أهمها غاز الأكسجين .
تتزوج مايا من الأستاذ هوشي وينجبان طفلاً سمياه كنتارو، أحضرت مايا معها من كوكبها كنتاروس مادة معدنية تسمى بالمعدن الحي شكلته على شكل رجل آلي ضخم ليدافع عن كوكب الأرض من هجوم المدمرين .

## الشخصيات
كنتارو
فتى عمره 11 سنة يتحد مع جونكر بالدخول لصدره بواسطة قلادة على صدره أعطته أياه أمه مايا وتوجد نفس القلادة بصدر جونكر، ليشكل هو وجونكر قوة
خارقة لمواجهة الغزاة الفضائيون.
جونكر
رجل آلي شكلته والدة كنتارو من المعدن الحي الذي إحضرته معها من كوكب كنتاروس، وهو يختلف عن الرجال الآليين في بقية الرسومات اليابانية,
فجونكر كائن واعٍ بإمكانه التحدث والتفكير والإحساس بالألم . ليست لديه قدرات خاصة وأسلحة ولكنه يعتمد على قوته الهجومية لهزيمة الأعداء
مايا
والدة كنتارو، هربت من كوكب كنتاروس بعد أن دمره (المدمرون) وجلبت معها المعدن الحي الذي شكلت منه البطل جونكر ليدافع عن كوكب الأرض، وقد ماتت في الحلقة الأولى بعد أن عانت من تعرضها لأشعة خطرة سلطها المدمرين عليها في كوكب كنتاروس.
وقد تزوجت من الاستاذ هوشي
الأستاذ هوشي
والد كنتارو وهو عالم فضاء رصد الطبق الطائر الذي هبطت والدة كنتارو به إلى كوكب الأرض وتزوج منها وأنجبا كنتارو.
راي
صديقة كنتارو وابنة المفتش كانجي، فتاة مشاكسة يحاول كنتارو أخفاء حقيقته عنها ولكنها تشك فيه وارتباطه مع جونكر دائماً يقع في المشاكل
معها ولكنه ينقذها وفي النهاية تعرف بعلاقته مع جونكر
المفتش كانجي
والد راي وأحد أهم القيادات في الشرطة اليابانية تربطه علاقة صداقة مع الأستاذ هوشي والد كنتارو، يشك في أمر وجود المدمرين في البداية ولكنه
يقتنع بوجودهم بعد ذلك
السيدة كانجي
والدة راي وزوجة المفتش كانجي
المدمرون
أو الغزاة الفضائيين هم مجموعة من المخلوقات الفضائية لديهم تقدم تقني هائل يجعلهم يغزون الكواكب الآهلة بالحياة للإستيلاء على ثرواتها الطبيعية
ومن أهم الأشياء التي يسعى خلفها المدمرون هو غاز الأكسجين الذي بدونه لا يمكنهم الحياة .
كل مخلوق من هذه المخلوقات لديه رقم يميزه ويبين مدى أهميته في مجموعته فالمدمر رقم 1 هو قائد وزعيم المدمرين ورقم 2 هو نائبه وهكذا
وفي كل حلقة يبعث المدمرون بمجموعة منهم لكي يحاربوا جونكر، لديهم القدرة على صناعة الرجال الآليين ولديهم القدرة أيضاً على التحول لوحوش قوية
تسعى خلف سرقة موارد الأرض وأيضاً لمحاربة البطل الذي تصدى لهم بالمرصاد وهو جونكر

## الدبلجة العربية
قام بأداء الأصوات والدبلجة مجموعة من الفنانين العرب وهم :
- خالد السيد
- سميرة بارودي
- عبد الكريم عمر
- إسماعيل نعنوع
- وفاء طربيه
- إبراهيم مرعشلي
- موسى مرعب
- وليم عتيق
- يوسف فخري
- بدر حداد
- منغالا
- نوال حجازي
- ناديا حمدي
- هشام هنيدي

- الإشراف الفني : وئام الصعيدي
- مهندس الصوت : ميلاد حداد
- تيليسينما : شفيق نحاس
- الإشراف على هندسة الصوت : اسكندر شهوان

تمت عمليات الدوبلاج في : ستوديو بعلبك - سن الفيل - بيروت - لبنان

## كلمات شارة المقدمة العربية
حان الموعد حان الموعد
حان موعدنا
جاء البطل يفرح شاشتنا
اهجم اهجم لا تلين
نحن معك معك أجمعين
حطم الأشرار ساند الأحرار
جونكر جونكر البطل الجبار

## عناوين الحلقات
| #  | عنوان الحلقات باللغة العربية                         | عنوان الحلقات باللغة اليابانية        | تاريخ العرض في اليابان |
| -- | ---------------------------------------------------- | ------------------------------------- | ---------------------- |
| 1  | تعال يا جونكر                                        | 行くぞ ガンガー                       | 4 أكتوبر 1972          |
| 2  | فليحيا جونكر                                         | 生きているロボット                    | 11 أكتوبر 1972         |
| 3  | سر الجزيرة التي تحترق                                | 燃える島の陰謀                        | 18 أكتوبر 1972         |
| 4  | قوس القزح القاتل                                     | 恐怖の虹                              | 25 أكتوبر 1972         |
| 5  | أم كنتارو                                            | ガンガーの秘密を探れ                  | 1 نوفمبر 1972          |
| 6  | جونكر في مواجهة الغول                                | 錆ついたガンガー                      | 8 نوفمبر 1972          |
| 7  | جرم كوني                                             | 宇宙爆撃隊                            | 15 نوفمبر 1972         |
| 8  | كلب الفضاء                                           | 宇宙の猟犬 - ハウンド -               | 22 نوفمبر 1972         |
| 9  | المشبوه                                              | 怪しいおばあちゃん ヘッドエレッカー   | 29 نوفمبر 1972         |
| 10 | جونكر لديه معجب                                      | 強いぞ!ガンガー                       | 6 ديسمبر 1972          |
| 11 | الاجتياح الأخضر                                      | 地球はぼくらのものだ!                 | 13 ديسمبر 1972         |
| 12 | سر الوادي                                            | 流れ星の降る谷                        | 20 ديسمبر 1972         |
| 13 | مبارزة مميتة                                         | 白い昿谷の決闘!!                      | 27 ديسمبر 1972         |
| 14 | الثلج الخطير                                         | 白夜の対決                            | 3 يناير 1973           |
| 15 | الشريرة صاحبة شفق الفجر                              | オーロラの秘密                        | 10 يناير 1973          |
| 16 | حرب المدمرين                                         | ブラスター宣戦布告                    | 17 يناير 1973          |
| 17 | المدمرون ضد جونكر                                    | 戦慄のスパイモンスター                | 24 يناير 1973          |
| 18 | مرض كنتارو بالجراثيم الكونية                         | チェイン・メイルの渦                  | 31 يناير 1973          |
| 19 | حالة تخاطر (يرسل المدمرون "دستر" العملاق ومعه قنبلة) | 時限爆弾ロボット・デスター            | 7 فبراير 1973          |
| 20 | جونكر يقاتل أكثر                                     | レンズマー分身作戦                    | 14 فبراير 1973         |
| 21 | جونكر في مواجهة الرجال الآليين                       | ロボット部隊がやって来た              | 21 فبراير 1973         |
| 22 | السفينة الشبح                                        | 宇宙の幽霊船                          | 28 فبراير 1973         |
| 23 | قتال كانتاروس                                        | カンタロスの決斗 ブラスター・ソニック | 7 مارس 1973            |
| 24 | اختطاف راي                                           | あの胸のペンダントを狙え!             | 14 مارس 1973           |
| 25 | قتال حتى الموت                                       | ブラスター・デビル - 悪魔の眼 -       | 21 مارس 1973           |
| 26 | سبع الفضاء                                           | スペース・パンサー                    | 28 مارس 1973           |

## وصلات خارجية
- غزاة من الفضاء على موقع IMDb (الإنجليزية)
- غزاة من الفضاء على موقع فيلمافينيتي (الإسبانية)
- غزاة من الفضاء على موقع قاعدة بيانات الفيلم (الإنجليزية)
- غزاة من الفضاء على موقع ANN anime (الإنجليزية)